# تپه شیخ حسن
تپه شیخ حسن مربوط به دوره ساسانیان است و در شهرستان زنجان، بخش مرکزی، روستای دوران واقع شده و این اثر در تاریخ ۱ مهر ۱۳۸۲ با شمارهٔ ثبت ۱۰۳۵۲ به‌عنوان یکی از آثار ملی ایران به ثبت رسیده است.